# Phytosciara furtiva
Phytosciara furtiva is een muggensoort uit de familie van de rouwmuggen (Sciaridae). De wetenschappelijke naam van de soort is voor het eerst geldig gepubliceerd in 1996 door Vilkamaa & Hippa.